# Cathédrale Saint-Ambroise de Vigevano
La cathédrale Saint-Ambroise (italien : cattedrale di Sant'Ambrogio ; lombard : catedral de Sant Ambroeus)  ou dôme de Vigevano (italien : duomo di Vigevano ; lombard : domm de Vigevan) est une cathédrale catholique romaine située dans la ville de Vigevano, dans la province italienne de la Lombardie. Elle est dédiée à saint Ambroise. Elle est le siège du diocèse de Vigevano. Sa construction remonte au XVIe siècle avec une façade ouest des années 1670.

## Histoire
La structure initiale est construite avant l'an mil. Le bâtiment actuel est commandé par le duc François II Sforza vers 1530. La construction commence en 1532 sous la direction d'Antonio da Lonate. Elle n'est pas terminée avant 1612. L'édifice est consacré le 24 avril 1612.
Le cardinal espagnol Juan Caramuel y Lobkowitz est désigné pour redessiner une façade à la cathédrale. Les travaux commencent en 1673 jusque 1680. Il s'agit de la seule réalisation architecturale dessinée par ce cardinal. Le résultat est un mélange éclectique avec une disposition géométrique précise entre le bâtiment qui est ajusté pour se dresser perpendiculairement et la place.

## Description
L'intérieur possède un plan en croix latine, avec une allée centrale dans la nef et deux sur les collatéraux avec des décorations des peintres Macrino d'Alba,  et d'autres artistes. On y trouve également un polyptyque de Bernardino Ferrari (it) de l'école de Léonard de Vinci peint à tempera.

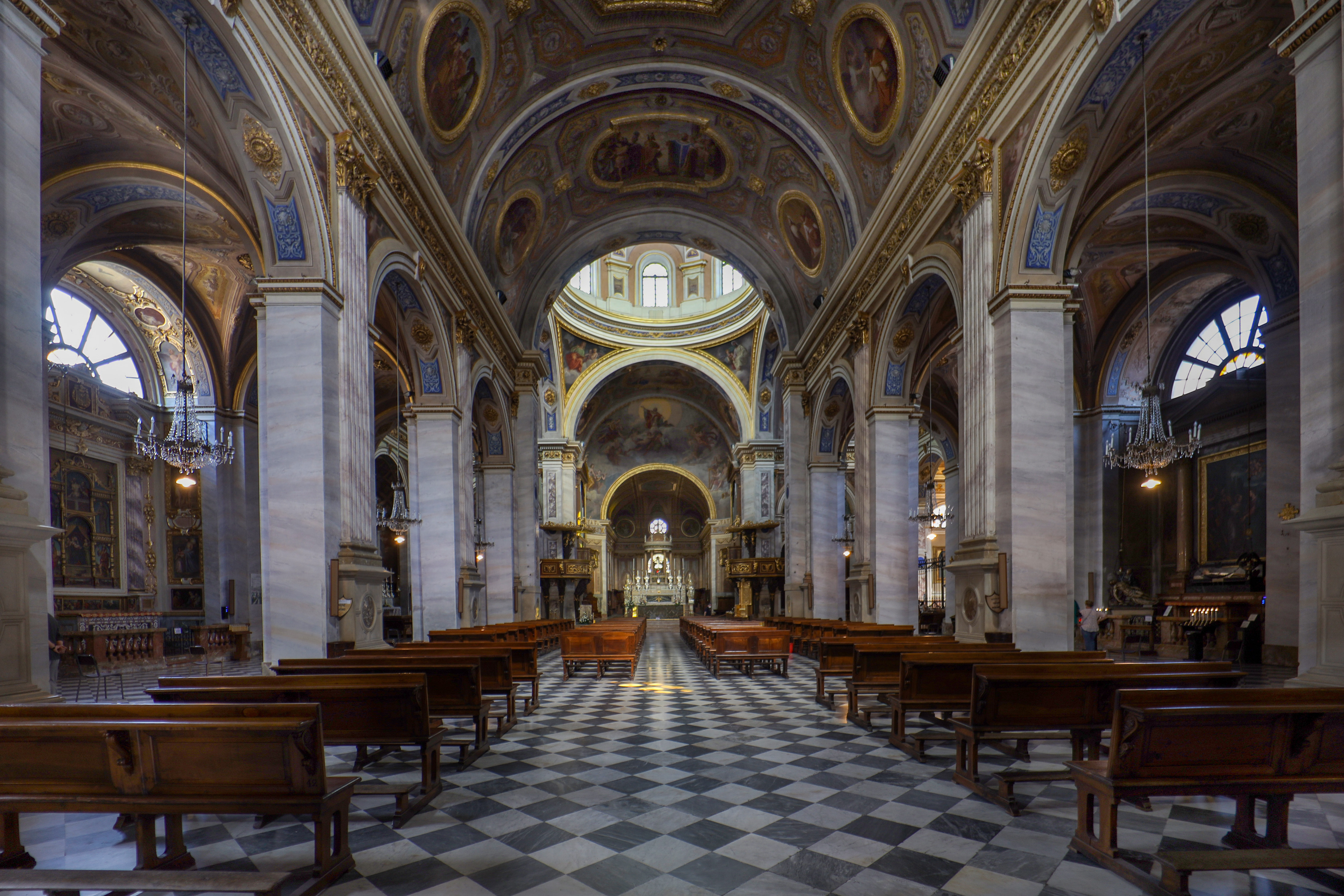
L'intérieur.
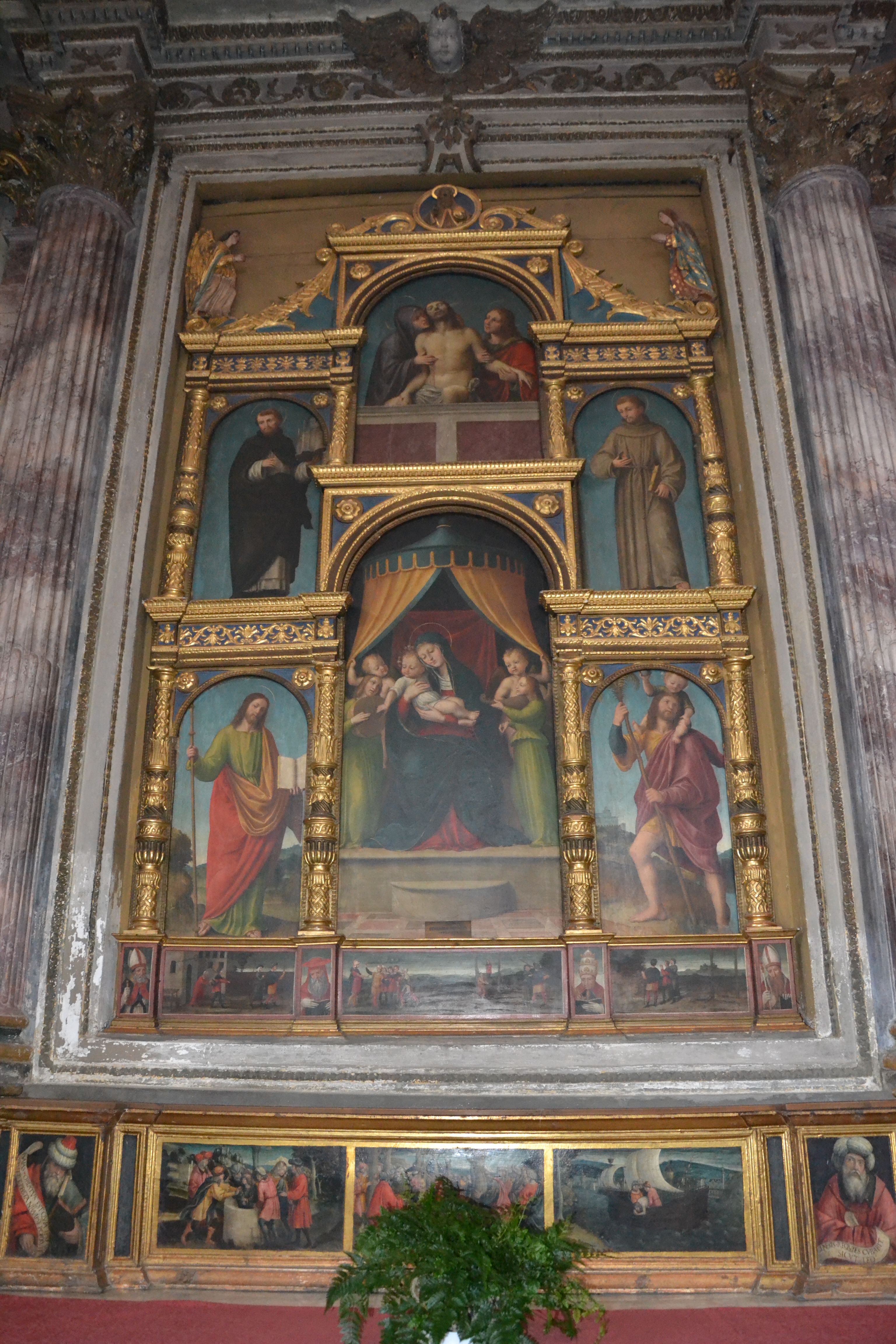
Polyptyque de Biffignandi, Bernardino Ferrari (it).

## Source
- (en) Cet article est partiellement ou en totalité issu de l’article de Wikipédia en anglais intitulé « Vigevano Cathedral » (voir la liste des auteurs).